# قطعنامه ۱۵۵۱ شورای امنیت
قطعنامه ۱۵۵۱ شورای امنیت سازمان ملل متحد که در تاریخ ۰۹ ژوئیه ۲۰۰۴ تصویب شد، سندی بین‌المللی دربارهٔ بررسی وضعیت در بوسنی و هرزگوین است. این قطعنامه طی نشست ۵۰۰۱ام با ۱۵ رای موافق، ۰ مخالف و ۰ ممتنع تصویب شد.